# Dilwara

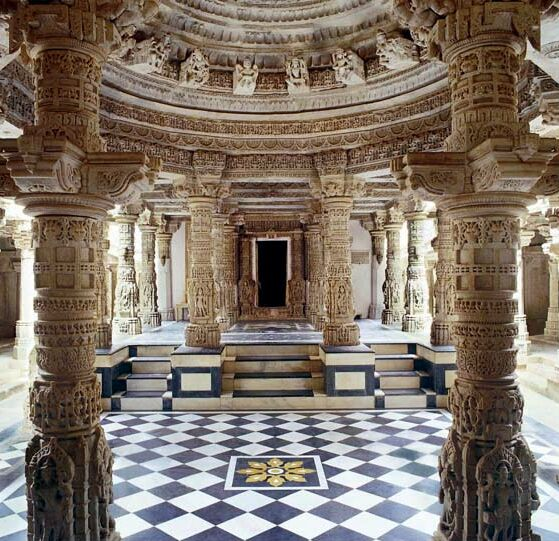
Wnętrze świątyni

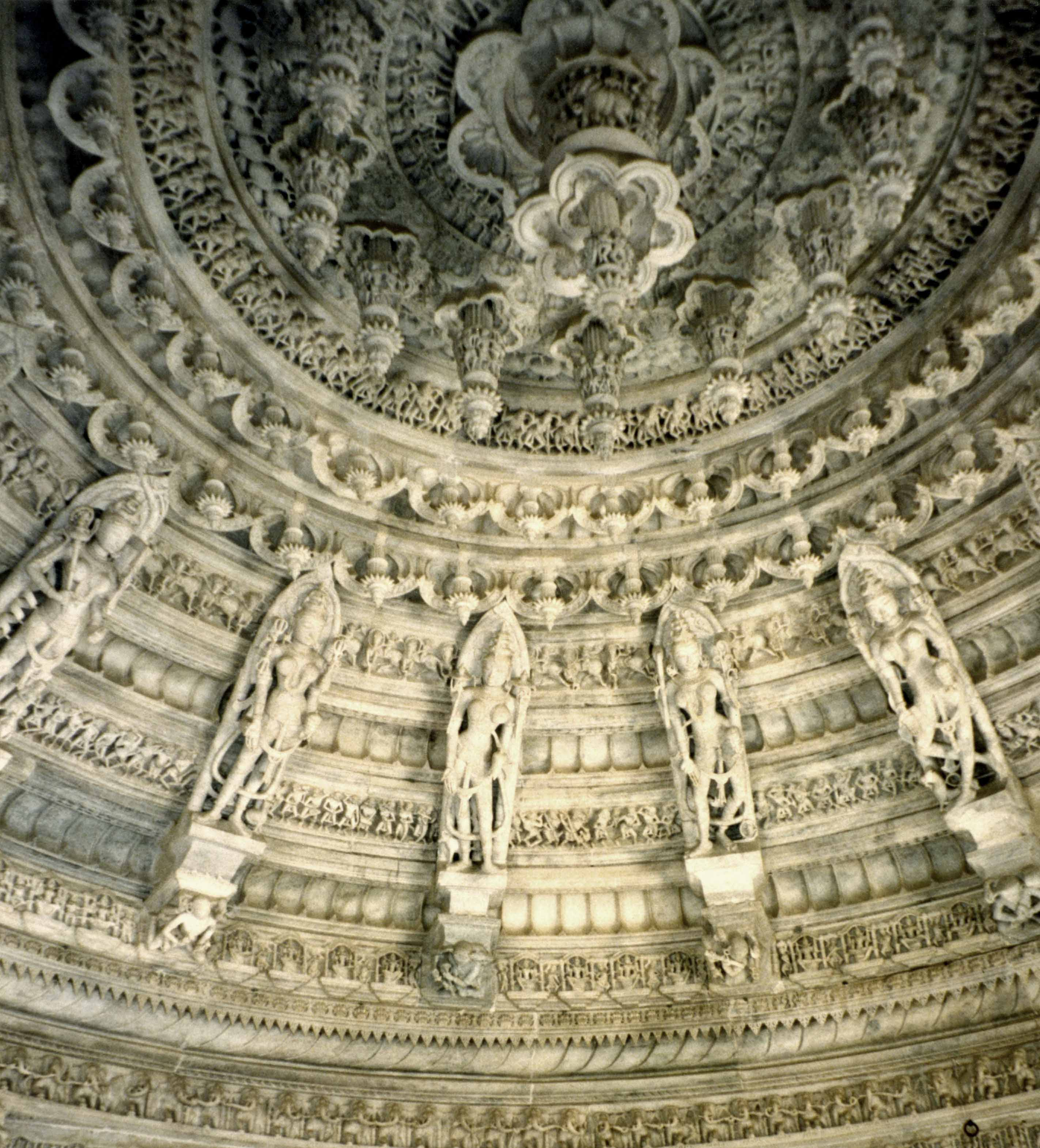
Sklepienie

Dilwara – niewielka miejscowość w indyjskim stanie Radżastan, w pobliżu góry Abu, słynąca z zespołu pięciu świątyń dżinijskich zbudowanych z marmuru przez Ćalukjów w okresie od XI do XIII w. Ośrodek ten stanowi ważne centrum pielgrzymkowe.